# Martine Engebretsen
Martine Stina Astrid Engebretsen (* 20. Mai 1998) ist eine ehemalige norwegische Skilangläuferin.

## Werdegang
Engebretsen, die für den IL Heming startete, nahm bis 2018 an Juniorenrennen teil. Bei den Olympischen Jugend-Winterspielen 2016 in Lillehammer holte sie die Bronzemedaille im Sprint und die Silbermedaille im Mixed-Team. Zudem errang sie dort den 22. Platz über 5 km Freistil und den fünften Platz im Cross. Im Dezember 2018 lief sie in Östersund ihre ersten Rennen im Scandinavian-Cup, die sie auf dem 32. Platz über 10 km Freistil und auf dem 18. Rang im Sprint beendete. Im März 2019 wurde sie bei den norwegischen Meisterschaften in Lygna zusammen mit Astrid Uhrenholdt Jacobsen Zweite im Teamsprint. Ihr Debüt im Weltcup hatte sie im März 2020 in Drammen. Dabei holte sie mit dem 15. Platz im Sprint ihre ersten und einzigen Weltcuppunkte. Zum zweiten Mal und damit letztmals im Weltcup startete sie im Februar 2022 in Lahti, wobei sie den 38. Platz im Sprint errang.